# Moos des Jahres
Im Jahr 2005 wurde erstmals das Moos des Jahres durch die Bryologisch-lichenologische Arbeitsgemeinschaft für Mitteleuropa (BLAM) ausgezeichnet. Es soll damit auf eine wenig beachtete Pflanzengruppe aufmerksam gemacht werden, die in Deutschland mit mehr als 1000 Arten vertreten ist und dem Menschen einen großen Nutzen bietet.

## Bisherige Moose des Jahres (Deutschland, seit 2011 auch Österreich)
Seit dem Jahr 2011 wird der Titel Moos des Jahres (Deutschland) vom Nachbarn Österreich übernommen.
| Jahr | deutscher Name                      | wissenschaftlicher Name    | Abbildung                                 |
| ---- | ----------------------------------- | -------------------------- | ----------------------------------------- |
| 2005 | Silber-Birnmoos                     | Bryum argenteum            | 2005 Silber-Birnmoos                      |
| 2006 | Quellmoos                           | Fontinalis antipyretica    | 2006 Quellmoos                            |
| 2007 | Polster-Kissenmoos                  | Grimmia pulvinata          | 2007 Polster-Kissenmoos                   |
| 2008 | Hübsches Goldhaarmoos               | Orthotrichum pulchellum    | 2008 Hübsches Goldhaarmoos                |
| 2009 | Gemeines Weißmoos                   | Leucobryum glaucum         | 2009 Gemeines Weißmoos                    |
| 2010 | Goldenes Frauenhaarmoos             | Polytrichum commune        | 2010 Goldenes Frauenhaarmoos              |
| 2011 | Tännchenmoos                        | Abietinella abietina       | 2011 Tännchenmoos                         |
| 2012 | Grünes Koboldmoos                   | Buxbaumia viridis          | 2012 Grünes Koboldmoos                    |
| 2013 | Brunnenlebermoos                    | Marchantia polymorpha      | 2013 Brunnenlebermoos                     |
| 2014 | Wimpern-Hedwigsmoos                 | Hedwigia ciliata           | 2014 Wimpern-Hedwigsmoos                  |
| 2015 | Leuchtmoos                          | Schistostega pennata       | 2015 Leuchtmoos                           |
| 2016 | Mittleres Torfmoos                  | Sphagnum magellanicum      | 2016 Mittlere Torfmoos                    |
| 2017 | Weiches Kammmoos                    | Ctenidium molluscum        | 2017 Weiches Kammmoos                     |
| 2018 | Echtes Apfelmoos                    | Bartramia pomiformis       | 2018 Echtes Apfelmoos                     |
| 2019 | Einseitwendiges Verstecktfruchtmoos | Cryphaea heteromalla       | 2019 Einseitswendiges Verstecktfruchtmoos |
| 2020 | Schönes Federchenmoos               | Ptilidium pulcherrimum     | 2020 Schönes Federchenmoos                |
| 2021 | Sparriges Kranzmoos                 | Rhytidiadelphus squarrosus | 2021 Sparriges Kranzmoos                  |
| 2022 | Sparriges Kleingabelzahnmoos        | Diobelonella palustris     | 2022 Sparriges Kleingabelmoos             |
| 2023 | Geneigtes Spiralzahnmoos            | Tortella inclinata         | 2023 Geneigtes Spiralzahnmoos             |
| 2024 | Hängendes Widerhakenmoos            | Antitrichia curtipendula   | 2024 Hängendes Widerhakenmoos             |
| 2025 | Filziges Haarkelchmoos              | Trichocolea tomentella     | 2025 Filziges Haarkelchmoos               |